# 香農縣 (密蘇里州)
香農縣（英語：Shannon County）是美國密蘇里州東南部的一個縣。面積2,600平方公里。根据美國2000年人口普查，共有人口8,324人。縣治埃米嫩斯 （Eminence）。
縣政府成立於1841年1月29日。縣名紀念劉易斯與克拉克遠征成員之一、肯塔基州州眾議員喬治·香農 （George Shannon）。。